# Formiate d'heptyle

Le formiate d'heptyle ou méthanoate de heptyle est l'ester de l'acide formique (acide méthanoïque) avec l'heptanol et de formule semi-développée HCOO(CH2)6CH3, utilisé comme arôme dans l'industrie alimentaire et la parfumerie.